# Presunto ibérico

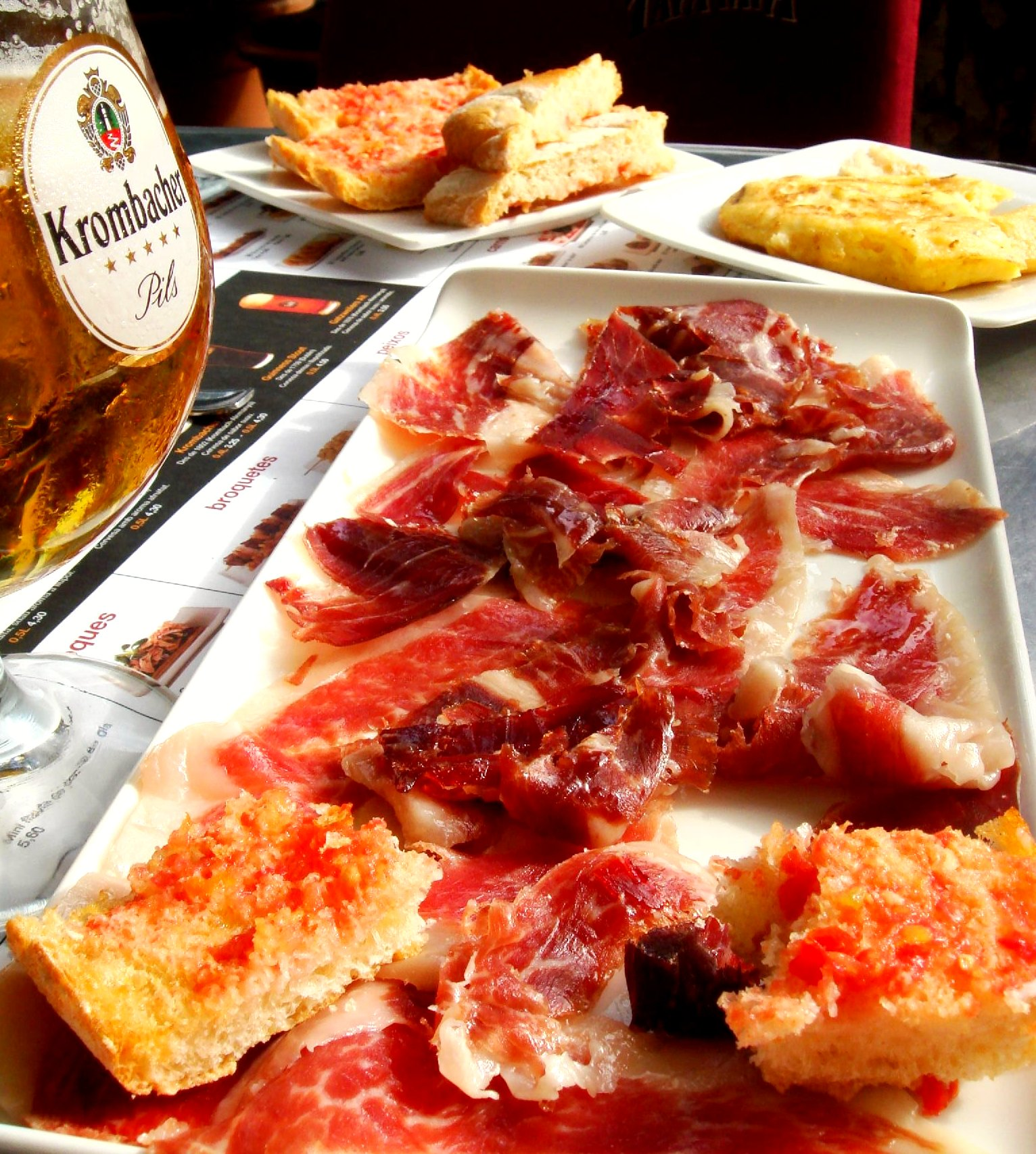
Presunto ibérico.

O presunto ibérico ou presunto de pata negra no caso de aquele de maior qualidade, é um tipo de presunto curado produzido principalmente em Espanha e Portugal, baseado no porco preto ibérico que também se designa como porco de pata negra ou porco de raça alentejana.
Para a sua produção o animal deve contar com um mínimo de 50% de pureza desta raça para poder chamar-se "presunto ibérico". As principais características que distinguem os presuntos ibéricos pela qualidade provêm da pureza da raça dos animais, da criação em regime extensivo de liberdade em montados arborizados, onde os animais se movem livremente, e o processo de cura, que se estende dos 8 aos 36 meses, sendo tanto mais demorado quanto maior a peça e a quantidade de bolotas que o porco ingeriu.

## Produção
O porco preto ibérico é criado principalmente no sul e sudoeste de Espanha (províncias de Salamanca, Cidade Real, Cáceres, Badajoz, Sevilha, Córdoba e Huelva) e sudeste de Portugal (sobretudo nos distritos de Évora e Beja, em especial no concelho de Barrancos), onde é conhecido como porco de raça alentejana.

## Tipos e características

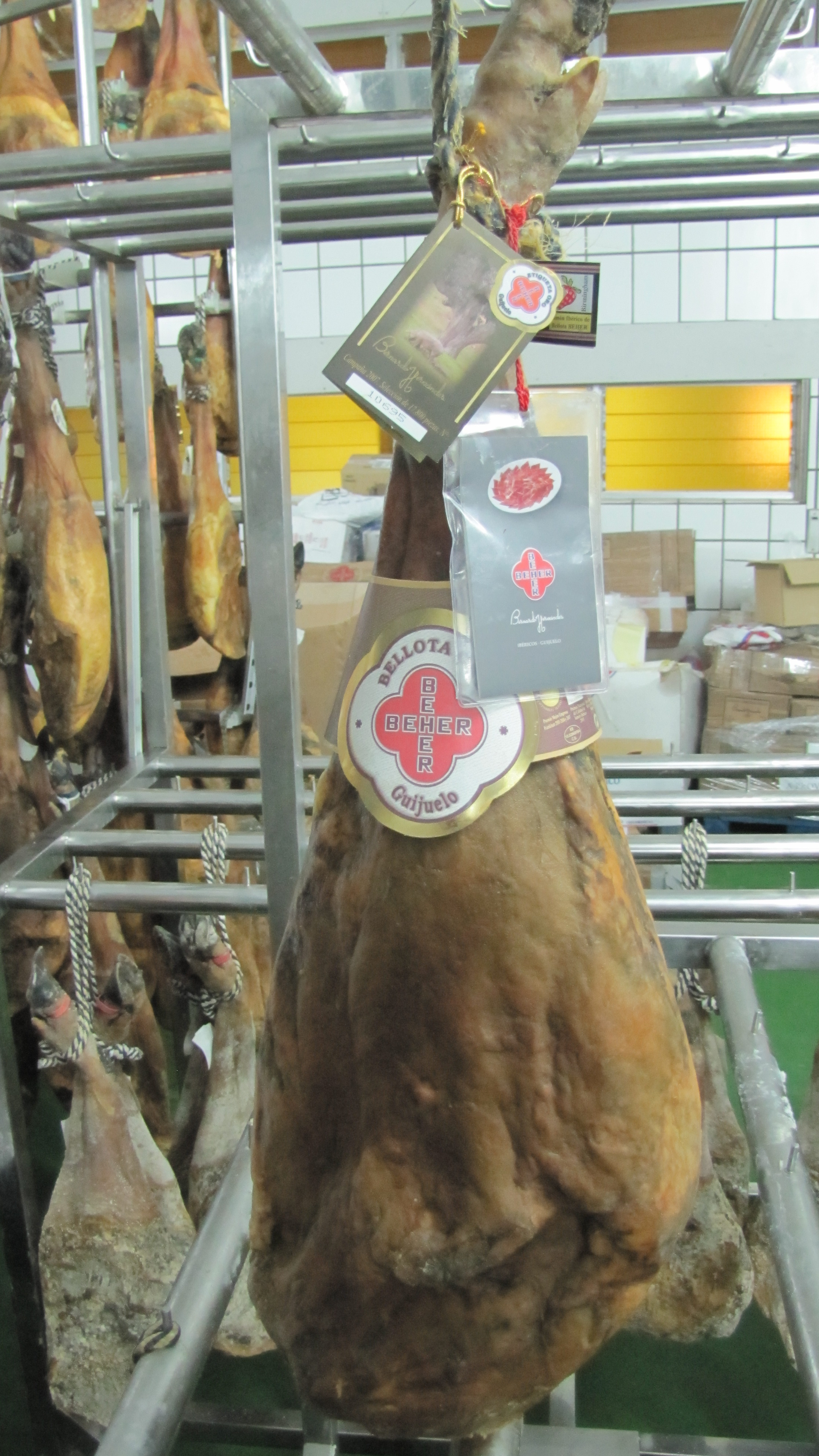
BEHER "Bellota Oro" foi eleito "Melhor presunto do mundo" na IFFA Delicat 2007 e 2010.

São classificados consoante a dieta do porco, sendo a alimentação com bolotas a mais desejável: 
- O melhor presunto ibérico é chamado jamón ibérico de bellota ou jamón ibérico de Montanera. A cura dura 36 meses.
- O seguinte é o jamón ibérico de recebo. Os porcos são alimentados com bolotas e cereais.
- O terceiro tipo é o jamón ibérico de cebo ou simplesmente jamón ibérico, sendo neste caso os porcos alimentados a cereais, e a cura dura 24 meses.

O termo pata negra pode referir-se a qualquer destes três tipos.
Nos porcos que seguem a dieta com bolotas, grande parte da gordura do presunto é composta por ácido oleico, uma gordura monoinsaturada com menos colesterol LDL prejudicial e mais do benéfico colesterol HDL.
O presunto ibérico representa cerca de 8% da produção de presunto em Espanha e atinge preços elevados, entre os 50 euros por quilograma para os de qualidade menor, até aos 120 euros por quilograma para os de categoria superior.